# Melipotis acontioides
Melipotis acontioides är en fjärilsart som beskrevs av Achille Guenée 1852. Melipotis acontioides ingår i släktet Melipotis och familjen nattflyn. Inga underarter finns listade i Catalogue of Life.